# 日代尼耶沃
48°46′14″N 22°58′46″E / 48.77056°N 22.97944°E

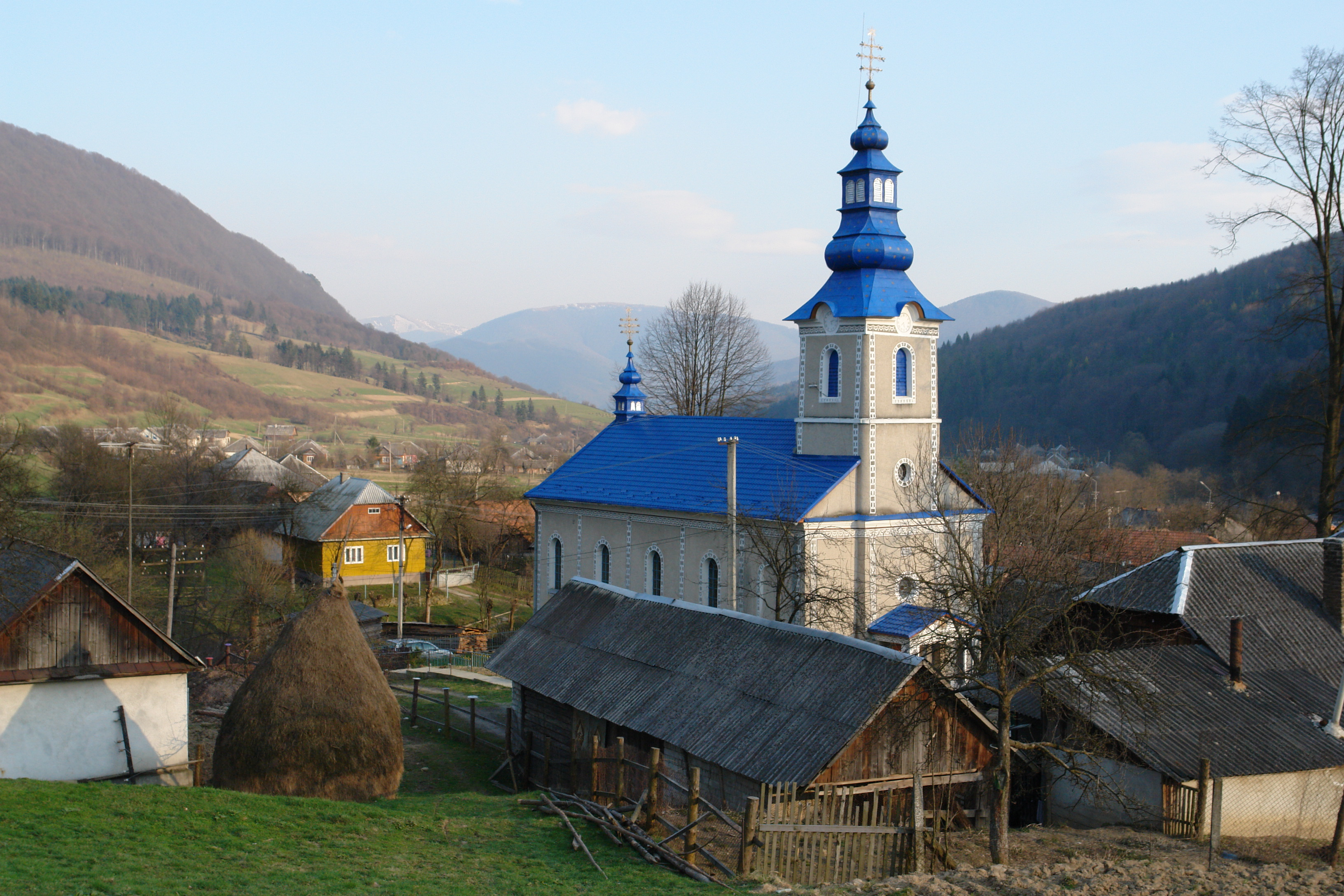
教堂

日代尼耶沃（烏克蘭語：Жденієво），是烏克蘭西部外喀爾巴阡州穆卡切沃區日代尼耶沃市镇内的市級鎮及其行政中心。處於日代尼夫卡河畔，面積1.97平方公里，海拔高度405米，2022年人口1,074，人口密度每平方公里557人。